# Voogdij Vallemaggia

Wapen van Valmaggia

De voogdij Vallemaggia was een condominium bestuurd door de kantons van het Oude Eedgenootschap, met uitzondering van Appenzell, van 1411 tot 1422 en van 1516 tot de opheffing van het Oude Eedgenootschap in 1798. Hierna werd het onderdeel van het kanton Lugano. In de periode 1422-1516 behoorde de voogdij tot het Hertogdom Milaan.